# Jehla mořská
Jehla mořská (Syngnathus typhle) je ryba příbuzná mořským koníkům, která žije v mělkých vodách u pobřeží Evropy. Má velmi protáhlé tělo s šestihranným profilem, dorůstá délky 15 až 25 cm. Ústa jsou trubicovitě protáhlá a na konci rozšířená, ryba jimi nasává plankton. Tělo není kryto šupinami, ale drobnými kostěnými destičkami. Má zelenou barvu, která na břiše přechází do žluté. Jehla mořská často plave ve vertikální poloze, takže není mezi řasami vidět.
Stejně jako u mořských koníků také u mořských jehel odchovává potomstvo samec, který je nosí ve speciálním vaku na břiše.